# Heinrich Ursprung
 (décembre 2022).
Si vous disposez d'ouvrages ou d'articles de référence ou si vous connaissez des sites web de qualité traitant du thème abordé ici, merci de compléter l'article en donnant les références utiles à sa vérifiabilité et en les liant à la section « Notes et références ».
Heinrich Peter Klaus Ursprung, né le 13 mars 1932 à Bad Zurzach (Argovie) et mort le 17 février 2024, est un biologiste et directeur scientifique suisse. Il est président de l'École polytechnique fédérale de Zurich, président du Domaine des Écoles polytechniques fédérales et secrétaire d'État à la science et à la recherche.

## Carrière
Ursprung est d'abord allé à l'école dans sa ville natale, Zurzach, et en 1952 est diplômé de l'Ancienne école cantonale d'Aarau, où il a rejoint l'association des collèges d'Argovie. Il a ensuite étudié les sciences naturelles à l'Université de Zurich, obtenant en 1956 un "Diplôme de sciences naturelles". En 1959, il obtient son doctorat en biologie. Il est ensuite allé aux États-Unis, de 1961 à 1969, il a travaillé comme assistant de recherche et professeur adjoint, professeur associé et enfin professeur titulaire à l'Université Johns-Hopkins de Baltimore, Maryland.
En 1969, il est nommé professeur de zoologie à l'École polytechnique fédérale de Zurich, où il se concentre principalement sur la biologie du développement. De 1973 à 1987, il a été président de l'École polytechnique fédérale de Zurich et de 1987 à 1990 président du Conseil scolaire suisse. Entre 1990 et 1997, il a été directeur du "Groupe pour la science et la recherche" au Département fédéral de l'intérieur, à partir de 1992, il a occupé le titre de secrétaire d'État.

## Récompenses (sélection)
- Membre du Imperial College London
- Docteur honoris causa du Technion – Israel Institute of Technology, Haïfa
- Docteur honoris causa de l'Université de technologie de Lund
- Membre honoraire de l'Académie suisse des sciences techniques
- Lauréat de la Médaille Wilhelm-Exner (1996)
- Grande décoration en or avec étoile pour services rendus à la République d'Autriche[3] (1999)